# Placówka Straży Celnej „Zaborówiec”

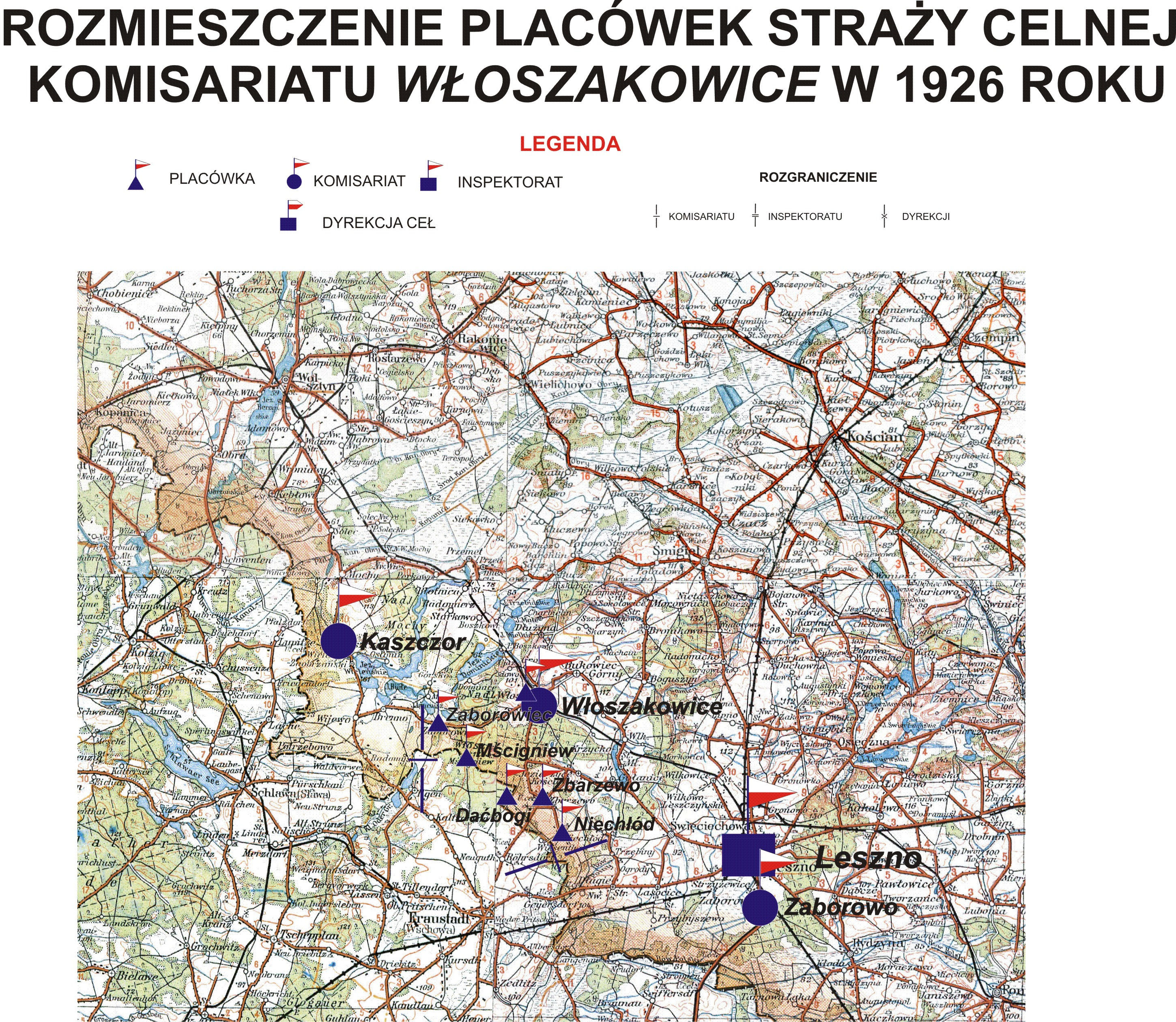
Rozmieszczenie placówek Straży Celnej komisariatu „Włoszczakowice”

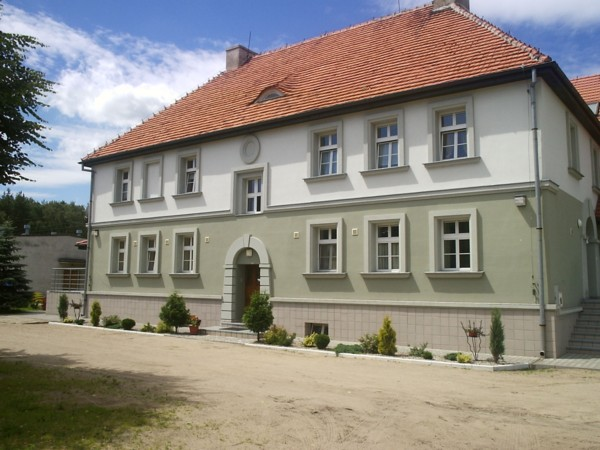
Budynek dawnej placówki SC w Zaborówcu

Placówka Straży Celnej „Zaborówiec” – jednostka organizacyjna Straży Celnej pełniąca w okresie międzywojennym służbę ochronną na granicy polsko-niemieckiej.

## Formowanie i zmiany organizacyjne
Na wniosek Ministerstwa Skarbu, uchwałą z 10 marca 1920 roku, powołano do życia Straż Celną. Od połowy 1921 roku jednostki Straży Celnej rozpoczęły przejmowanie odcinków granicy od pododdziałów Batalionów Celnych. Proces tworzenia Straży Celnej trwał do końca 1922 roku. Placówka Straży Celnej „Zaborowiec” weszła w podporządkowanie komisariatu Straży Celnej „Włoszakowice” z Inspektoratu SC „Leszno”.
W drugiej połowie 1927 roku przystąpiono do gruntownej reorganizacji Straży Celnej. W praktyce skutkowało to rozwiązaniem tej formacji granicznej. Ochronę północnej, zachodniej i południowej granicy państwa przejęła powołana z dniem 2 kwietnia 1928 roku Straż Graniczna.
Rozkazem nr 3 z 25 kwietnia 1928 roku w sprawie organizacji Wielkopolskiego Inspektoratu Okręgowego dowódca Straży Granicznej gen. bryg. Stefan Pasławski powołał komisariatu SG „Leszno”, a 15 września 1928 dowódca Straży Granicznej rozkazem nr 7 w sprawie zmian dyslokacji Wielkopolskiego Inspektoratu Okręgowego podpisanym w zastępstwie przez mjr. Wacława Szpilczyńskiego utworzył placówkę Straży Granicznej I linii „Zaborówiec”.

## Funkcjonariusze placówki
Kierownicy placówki
| stopień    | imię i nazwisko, numer   | okres pełnienia służby | kolejne stanowisko |
| ---------- | ------------------------ | ---------------------- | ------------------ |
| przodownik | Ludwik Jakubowicz (1521) | był w 1926             |                    |

Obsada personalna placówki w 1926:
- przodownik Ludwik Jakubowicz (1521)
- starszy strażnik Michał Kowalski (1563)
- strażnik Władysław Hebliński (552)
- strażnik Stanisław Szymanowski (1461)
- strażnik Stanisław Pawlak (1254)
- strażnik Józef Sołowiński (847)
- strażnik Ignacy Zawada (201)